# Declinare
În morfologie, declinarea este schimbarea formei părților de vorbire nominale (determinanți abstracți, substantiv, adjectiv, numeral și pronume) cu scopul de a exprima, în funcție de limbă, diferitele genuri, numere și cazuri. Cazul este unul din mijloacele de a exprima funcțiile sintactice ale părților de vorbire nominale. Totalitatea formelor unui cuvânt parte de vorbire nominală formează paradigma acestuia.
Termenul „declinare” mai are, referitor la limbile flexionare, și sensul de clasă de substantive și de adjective care au aceleași forme pentru categoriile gramaticale. Astfel, în limba latină erau cinci declinări, iar în română sunt trei.
Declinarea este proprie numai unor tipuri de limbi. Termenul a fost folosit inițial pentru limbile flexionare, apoi s-a aplicat și limbilor aglutinante, deși există diferențe între cele două tipuri în ceea ce privește caracteristicile declinării. În limbile flexionare, unul și același afix exprimă în general mai multe categorii gramaticale proprii cuvântului, însă în cele aglutinante un afix exprimă de regulă o singură categorie gramaticală.
Din punctul de vedere al cazurilor, gradul de dezvoltare și importanța declinării nu este aceeași în diferitele limbi în care există. Examinând limbile indo-europene, de exemplu, se observă că în starea lor actuală, declinarea s-a păstrat în măsuri foarte diferite. De pildă, cele mai multe limbi slave (rusă, sârbă etc.) au o declinare relativ bogată. Printre limbile germanice, în germană, declinarea este mai dezvoltată decât în engleză, unde a dispărut aproape complet în comparație cu limba engleză veche. În latină erau șase cazuri, dar în majoritatea limbilor romanice se declină numai unele pronume personale. Doar în limba română s-a păstrat mai mult din declinare. Cu cât a scăzut exprimarea funcțiilor sintactice prin cazuri, cu atât a crescut în aceasta rolul prepozițiilor și al topicii.

## În câteva limbi indo-europene
În limbile indo-europene se exprimă de regulă prin afixe numite desinențe genul și numărul, dar nu în toate se exprimă și cazul, deși în presupusa limbă proto-indo-europeană reconstituită de lingviști, erau opt cazuri exprimate prin desinențe: nominativul, genitivul, dativul, acuzativul, ablativul, locativul, instrumentalul și vocativul. Din acestea s-au păstrat mai multe sau mai puține în limbile indo-europene, rolul lor sintactic fiind preluat în mod proporțional de prepoziții și topică.

### În limba română
Româna este singura dintre limbile romanice actuale, în gramaticile căreia este vorba de declinare și de cazuri. Există trei clase sau grupe de declinare a substantivelor, după terminația lor la nominativ singular nearticulat:
- declinarea I: substantive comune feminine terminate în -ă neaccentuat (ex. mamă), în -ea accentuat (perdea) și în -a accentuat (mahala), precum și masculine cu asemenea terminații, de exemplu tată;
- declinarea a II-a: substantive comune, masculine și neutre terminate în consoană (bărbat), în -i numit „șoptit” (unchi), în -i semivocalic (vulpoi), în -i vocalic accentuat (taxi) în -u vocalic accentuat (atu), în -u vocalic neaccentuat (zimbru) și în -u semivocalic (magnetou), precum și neutre terminate în -o accentuat (tango) sau neaccentuat (zero);
- declinarea a III-a: substantive comune masculine, feminine și neutre terminate în -e neaccentuat (pepene, vulpe, nume etc.), precum și numele zilelor luni, marți, miercuri, joi și vineri.

Există declinare la singular și la plural, luându-se în seamă cinci cazuri, dar patru sunt grupate în câte două perechi, dat fiind că pe cele din aceeași pereche le deosebește numai contextul verbal (prepoziție, topică) și rolul sintactic. Prin urmare există cazurile nominativ-acuzativ, genitiv-dativ, cu rol sintactic, și vocativ, fără un asemenea rol.
În ceea ce privește substantivul, prin desinență purtată de acesta se deosebește numai genitiv-dativul de nominativ-acuzativ, la numărul singular al substantivelor feminine (ex. casă → case, floare → flori, cafea → cafele), precum și vocativul la masculin și feminin, singular și plural al unor substantive: băiat → băiete!, fiu → fiule!, fată → fato!; fiilor!, fetelor! Mai poartă desinență de genitiv-dativ și articolele, de aceea se vorbește, pe lângă declinare nearticulată, și de declinare articulată a acestuia:
- cu articol hotărât: pomului, pomilor; casei, caselor; florii, florilor; cafelei, cafelelor;
- cu articol nehotărât: unui pom, unor pomi, unei case, unor case, unei flori, unor flori, unei cafele, unor cafele.

Adjectivele calificative au desinență proprie numai la genitiv-dativ feminin singular, și în privința lor este vorba de asemenea de declinare nearticulată și articulată. În sintagma formată din substantiv și atribut adjectival, articolul i se aplică:
- substantivului, dacă atributul este postpus (situația obișnuită): actorului talentat, unei actrițe talentate;
- adjectivului, dacă este antepus (situația mai rară): talentaților actori, unor talentate actrițe.

Pronumele personale au forme accentuate și forme neaccentuate declinate. Dintre ele, eu și tu au forme supletive separate de dativ (mie, ție) și de acuzativ (mine, tine), dar nu au formă de genitiv, nici exprimat prin cea de dativ. Noi și voi au numai formă aparte de dativ: nouă, vouă. Pronumele de persoana a III-a au formă aparte de genitiv-dativ: lui, ei, lor. Pronumele neaccentuate nu au forme de nominativ, nici de genitiv, ci numai separate de dativ (îmi, îți, îi, le) și de acuzativ (mă, te, îl, o, îi, le), comune de dativ și acuzativ fiind ne și vă.
Majoritatea celorlalte pronume și adjective pronominale au formă de genitiv-dativ: fiicei mele, acestui(a), acelei(a), celorlalte, aceluiași, cui, cărei(a), fiecăror(a) etc.
Nominativul și vocativul se folosesc totdeauna fără prepoziție, iar celelalte cazuri cu sau fără prepoziție, în general în funcție de felul complementului sau atributului pe care îl exprimă.

### În limba sârbă
Limba sârbă este una din cele în care declinarea este relativ bogată. Substantivul are șapte cazuri, iar celelalte părți de vorbire nominale – șase. Substantivele sunt distribuite în mai multe declinări, după terminația lor la nominativ singular și după gen. Există declinare separat la singular și la plural.
Adjectivele au de asemenea paradigme de declinare după gen și număr. În afară de aceasta, majoritatea adjectivelor au o formă scurtă și una lungă, și acestea având paradigme de declinare diferite.
Două cazuri sunt folosite numai fără prepoziție, unul numai cu prepoziție, iar patru fără prepoziție pentru a exprima unele complemente și atribute, și cu prepoziție pentru a exprima altele.

### În limba engleză
În engleză, declinarea este și mai redusă decât în română, totuși unii autori vorbesc despre cazuri. Există exprimarea pluralului de regulă cu desinența -s (ex. hands „mâini”) și în câteva excepții prin flexiune internă (foot „picior” → feet „picioare”, tooth „dinte” → ’teeth’ „dinți”, mouse „șoarece” → mice „șoareci”). Mai există și exprimarea genitivului cu desinența -s, dar în general limitată la nume de persoane și animale: my friend's name „numele prietenului meu”. Cinci pronume personale au, în afară de așa-numita formă de subiect, și o formă numită de obiect: I „eu” – me, he „el” – him, she „ea” – her, we „noi” – us, they „ei/ele” – them. A doua formă a fiecăruia este folosită fără prepoziție în funcția de complement direct și de complement indirect corespunzător celui în dativ din română, și cu prepoziții în funcția de alte complemente indirecte și de complemente circumstanțiale.

### În limba franceză
Franceza este un exemplu de limbă în care a existat declinare, dar s-a redus treptat până la a se mai păstra numai vestigii ale ei, iar în gramaticile sale nu este vorba despre cazuri. Până în secolul al XIII-lea, articolele și substantivul au avut două cazuri exprimate prin desinențe, numite caz subiect și caz regim sau non-subiect, descendente ale nominativului, respectiv acuzativului din latină. După aceea a rămas o singură formă cazuală, de regulă cea a cazului regim.
În privința exprimării pluralului și a femininului la substantive și adjective, trebuie deosebite aspectul oral și cel scris al limbii. Desinența -s exprimă pluralul numai în scris. Doar cea excepțională -aux o face și în vorbire. Terminația de feminin -e este de asemenea numai scrisă, dar nici ea nu deosebește totdeauna cele două genuri, existând și masculine terminate în -e. Numai excepțional există diferență și în vorbire între cele două genuri. Pluralul și femininul sunt în general exprimate de contextul verbal, dar uneori nu le deosebește nimic. Determinanții și pronumele exprimă mai bine aceste categorii gramaticale în vorbire.
Cât despre exprimarea cazurilor prin forma cuvintelor, aceasta prezintă vestigii numai la pronumele personale. Variantele neaccentuate ale pronumelor de persoanele I, a II-a singular și a III-a singular și plural au forme diferite în funcție de subiect și în funcție de alte părți de propoziție:
- je „eu” – me (complement indirect și complement direct) „îmi”, „mă”;
- tu „tu” – te (CI și CD) „îți”, „te”;
- il „el” și elle „ea” – lui (CI) „îi”, le (CD) „îl”, la (CD) „o”;
- ils „ei” și elles „ele” – leur (CI) „le”, les (CD) „îi/le”.

## În limba maghiară
Limba maghiară, o limbă aglutinantă, exprimă categoriile gramaticale ale părților de vorbire nominale prin afixe de regulă aparte pentru fiecare categorie. De aceea, în gramaticile acestei limbi, sufixele gramaticale se împart în așa-numite mărci și în desinențe. Mărci pot fi adăugate mai multe una după alta, dar după desinențe nu mai poate fi adăugat alt sufix. Astfel, de exemplu, pluralul se exprimă printr-o marcă (-k), iar cazurile prin desinențe. Se consideră marcă sau desinență și lipsa acesteia, deci se vorbește despre marcă ∅ (zero), respectiv desinență ∅.
Mărcile părților de vorbire nominale sunt:
1. marca generală a pluralului (-k), eventual precedată de o vocală de legătură: ex. székek „scaune”;
2. marca de plural a obiectului posedat (-i, -ai/-ei, -jai/-jei[16]): álmaim „visurile mele”;
3. marca pluralului eterogen: (-ék): Pistáék „alde Pista, familia lui Pista”;
4. marca posesorului (-é): a fiamé „al/a fiului meu”;
5. marca personală a obiectului posedat (-m; -d; -a/-e ~ -ja/-je ~ ∅; -nk ~ -unk/-ünk; -tok/-tek/-tök; -k ~ -uk/-ük ~ -juk/-jük): álmaim „visurile mele”, a fiamé „a fiului meu”;
6. marca de comparativ (-bb ~ -b): szebb „mai frumos/frumoasă”;
7. marca de superlativ (prefixele leg- și legesleg-): a legszebb „cel/cea mai frumos/frumoasă”, a legeslegszebb (exprimarea intensificată a superlativului);
8. marca de reliefare (-ik): a szebbik „cel/cea mai frumos/frumoasă” (dintre cei/cele care au fost numiți/numite mai înainte).

Substantivului îi sunt specifice primele cinci mărci. ∅ marchează numărul singular și cazul nominativ. Pot fi adăugate mai multe mărci una după alta, fiecare exprimând o categorie, cu excepția mărcii obiectului posedat, care exprimă totodată și persoana posesorului: ex. apa „tată” → apám „tatăl meu” → apámé „al tatălui meu” → apáméi „ai/ale tatălui meu”.
Mărcile tipice ale adjectivului sunt cele de comparativ și de superlativ, cu observația că gradul pozitiv se marchează cu ∅, că nu toate adjectivele au grade de comparație și că marca de reliefare se folosește numai adăugată la cea de comparativ.
Numeralele și pronumele nu au mărci specifice, și numai unele pot primi anumite mărci dintre cele de mai sus.
Desinențele părților de vorbire nominale exprimă funcții sintactice. Majoritatea pot fi adăugate direct la rădăcina cuvântului ori după una sau mai multe sufixe mărci : ex. ház „casă” → a házban „în casă”, a házamban „în casa mea”, a házaimban „în casele mele”. Unele pot fi adăugate numai direct la rădăcină.
În gramaticile limbii maghiare există diferențe în privința chestiunii dacă se poate sau nu vorbi de cazuri în această limbă. În gramatici din anii 1970 și 1980 nu se pomenește de cazuri, ci numai de desinențe de raporturi sintactice. Acestea sunt desinența complementului direct (-t), desinențele de complemente indirecte, de complemente circumstanțiale și desinența atributului exprimând posesorul. Exemple:
- -nak/-nek, pentru exprimarea complementului corespunzător celui în dativ din română (ex. a háznak „casei”, a gyerekeknek „copiilor”) și folosit cu posesorul: apámnak a háza „casa tatălui meu”;
- -ban/-ben, corespunzătoare prepoziției „în”: a házban „în casă”, a kertben „în grădină”;
- -kor, corespunzătoare prepoziției „la” cu valoare temporală, care poate fi adăugată numai direct la rădăcină: érkeztekor „la sosirea sa”).

În schimb, gramatici din anii 2000 le consideră desinențe cazuale pe acelea care pot fi adăugate și la mărci. Astfel, desinența complementului direct și o parte din cele de complemente indirecte și circumstanțiale (-nak/-nek, -ban/-ben etc.) sunt desinențe cazuale, celelalte desinențe de complemente nefiind cazuale, de exemplu -kor.
Conform celor mai multe gramatici actuale, substantivul maghiar are 18 cazuri împreună cu nominativul, care are desinența ∅. Unele, care iau în seamă desinența -nak/-nek nu numai ca fiind cea a dativului, ci și ca a genitivului, îl consideră pe acesta al 19-lea caz.
Sunt și autori care nu aplică criteriul amintit mai sus pentru distingerea desinențelor cazuale, luând în seamă mai mult de 19 cazuri, de exemplu cele exprimate după părerea lor de desinențele -kor „la” temporal, -nként (óránként „din oră în oră”), -nta/-nte (hetente „pe săptămână”), -stul/-stül (családostul „cu tot cu familia”), -t/-ott/-ett/-ött (Kolozsvárt sau Kolozsvárott „la Cluj”).
Adjectivul și numeralul au de asemenea câteva desinențe de complement specifice. Celor aplicate adjectivelor le corespund uneori în română sufixe de derivare formatoare de adverbe de mod:
- -n/-an/-en: szép „frumos, frumoasă” → szépen „frumos” (adverb);
- -lag/-leg: egyéni „individual” → egyénileg „în mod individual”;
- -ul/-ül: magyar → magyarul „ungurește”.

Aplicate numeralului: 
- -n/-an/-en: hat „șase” → hatan „în număr de șase”;
- -szor/-szer/-ször: öt „cinci” → ötször „de cinci ori”.

Acuzativul pronumelor personale este analog cu cel al substantivelor (ő „el/ea” → őt „pe el/ea”), dar au numai o parte din celelalte cazuri ale acestuia, care se exprimă prin forme supletive formate din desinențe cazuale și postpoziții la care se adaugă sufixe personale identice cu mărcile personale ale obiectului posedat. Exemple:
- cu desinențe: nekem „mie”, benned „în tine”, róluk „despre ei/ele”;
- cu postpoziții: mellett „lângă” → mellette „lângă el/ea”, alatt „sub” → alattunk „sub noi”.